# 前田悠太
前田 悠太（まえだ ゆうた、1982年7月26日 - ）は、日本の実業家。GREE Studios株式会社代表取締役社長、グリーホールディングス株式会社取締役上級執行役員（ゲーム・アニメ事業管掌）、グリーエンターテインメント株式会社取締役、REALITY株式会社取締役、Glossom株式会社取締役。

## 生い立ちと学歴
岐阜県各務原市出身。岐阜県立岐阜高校を経て、武蔵工業大学（現：東京都市大学）大学院工学研究科を修了した。弁理士の資格を持つ。

## 人物
前田の曽祖父から父に至るまで商売をしている家系である。小学校4年生の時に発明くふう展で日本一の賞を受賞した。高校・大学時代はバンドとキックボクシングをしていた。

## 経歴と職歴
2006年よりベンチャーキャピタルのジャフコグループ/ジャフコにて主にIT・モバイルセクターのベンチャー投資・育成に従事。2009年7月、ポケラボに入社し、取締役CFOとして、組織づくりからアライアンス、事業推進まで幅広く従事。
2011年12月、ポケラボ代表取締役社長に就任（2024年現在、現任）。
2012年10月、ポケラボがM&Aでグリーグループに参画。2013年9月よりグリー（後のグリーホールディングス）取締役を兼務。グリーHDのゲーム・アニメ事業を統括している。弁理士。

## 主な業績
- グリーグループ入り後、WFS・グリーエンターテインメント株式会社の2社を統括しながら、グループのゲーム・アニメ事業を牽している[9]。
- 中国のbilibili、日本のブシロードなどと業務提携[10]を行い、海外展開やIPの共同開発を推進している。